# Sainte-Gemme (Indre)
Sainte-Gemme – miejscowość i gmina we Francji, w Regionie Centralnym, w departamencie Indre.  Nazwa miejscowości pochodzi od imienia św. Gemmy.
Według danych na rok 1990 gminę zamieszkiwały 284 osoby, a gęstość zaludnienia wynosiła 9 osób/km² (wśród 1842 gmin Regionu Centralnego Sainte-Gemme plasuje się na 857. miejscu pod względem liczby ludności, natomiast pod względem powierzchni na miejscu 316.).